# الاکاس
الاکاس (به لاتین: Alakoss) یک منطقهٔ مسکونی در نیجر است.